# 私だけのハッピー・エンディング
『私だけのハッピー・エンディング』（原題: A Little Bit of Heaven ）は、2011年に製作されたアメリカ映画。

## ストーリー
広告代理店に勤めるマーリーは、仕事と友情、そして気ままな恋愛と、毎日が充実した日々を送っていた。だが、そんな彼女の人生を一変させる宣告が、医師であるジュリアンからなされる。それはなんと、彼女は末期のガン患者であり、余命もあと半年しかないという残酷なものだった。この宣告を受け、酷く落ちこむマーリーだったが、それでも今まで通り周囲に接していこうと、無理に明るく振る舞ってみせるのだった。しかし、そんな彼女の態度が余計に周囲との溝を深めていってしまう。この状況に苛立ちを隠せないマーリーだったが、そんな彼女を優しく受け止めたのは、他でもないジュリアンだった。互いに惹かれあっていく二人であったが、残された時間は非常に少ないものだった。

## キャスト
| 役名                         | 俳優                       | 日本語吹替 |
| ---------------------------- | -------------------------- | ---------- |
| マーリー・コーベット         | ケイト・ハドソン           | 藤貴子     |
| ジュリアン・ゴールドスタイン | ガエル・ガルシア・ベルナル | 花輪英司   |
| 神様                         | ウーピー・ゴールドバーグ   | 片岡富枝   |
| ヴェバリー・コーベット       | キャシー・ベイツ           | 一城みゆ希 |
| サラ・ウォーカー             | ルーシー・パンチ           |            |
| レニー・ブレイル             | ローズマリー・デウィット   | 小日向みわ |
| ジャック・コーベット         | トリート・ウィリアムズ     | 小柳基     |
| ヴィニー                     | ピーター・ディンクレイジ   | 鶴岡聡     |
| サンダース教授               | アラン・デール             | 里卓哉     |

- その他の日本語吹き替え：手塚ヒロミチ／仲村かおり／山本佳菜子／中西としはる

## 評価
レビュー・アグリゲーターのRotten Tomatoesでは54件のレビューで支持率は4%、平均点は3.00/10となった。Metacriticでは20件のレビューを基に加重平均値が14/100となった。